# Sant’Agrippino a Forcella (Nápoly)
A Sant’Agrippino a Forcella egy nápolyi templom. Építésének idejét a 13. században valószínűsítik, viszont egyes kutatások az 5. századig vezetik vissza alapításának idejét. Az apszis gótikus jellemvonásokat mutat, viszont a templom összességében barokknak mondható, az 1758-as átépítés következtében.